# Haemodorum

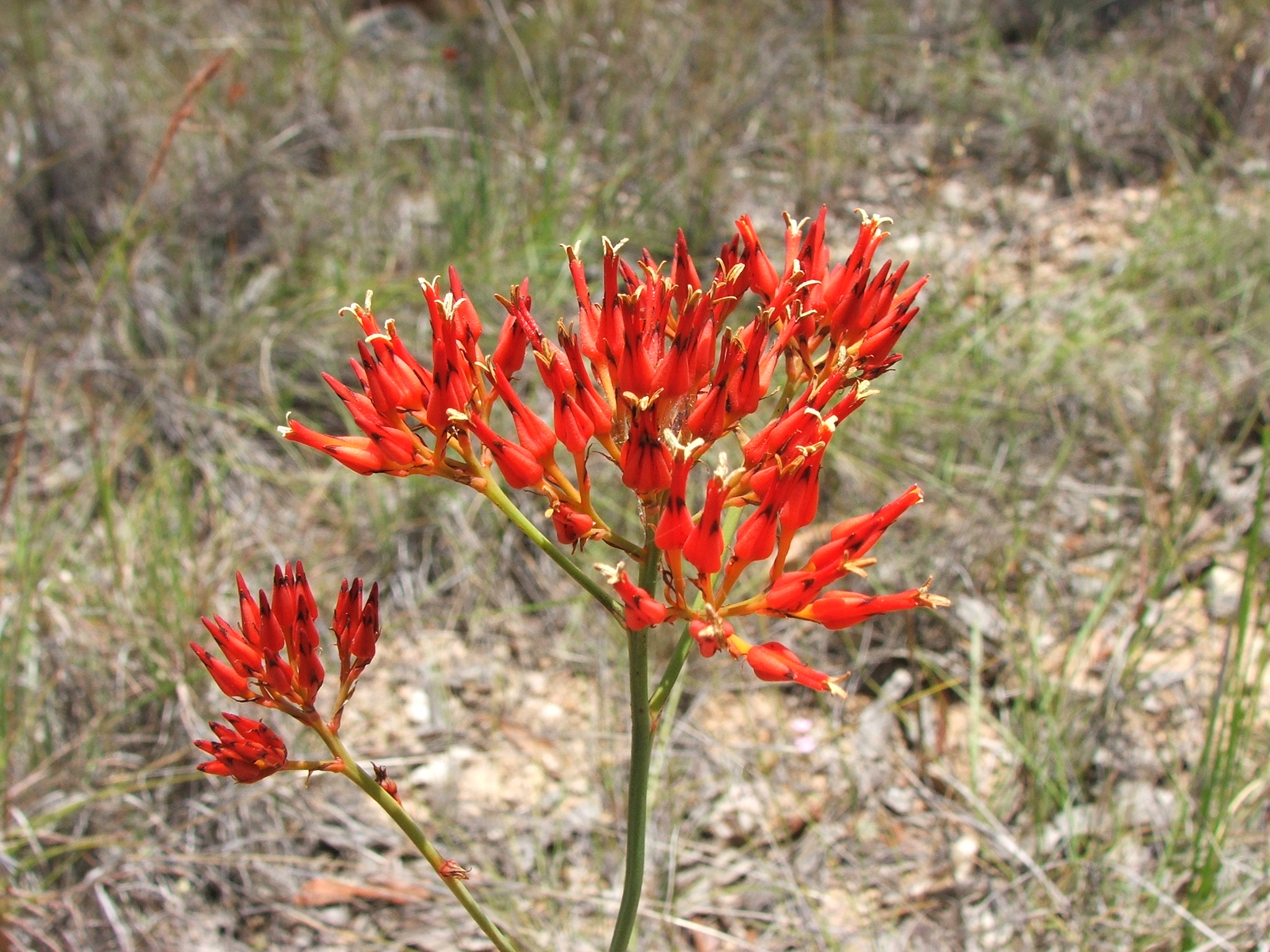
Haemodorum coccineum

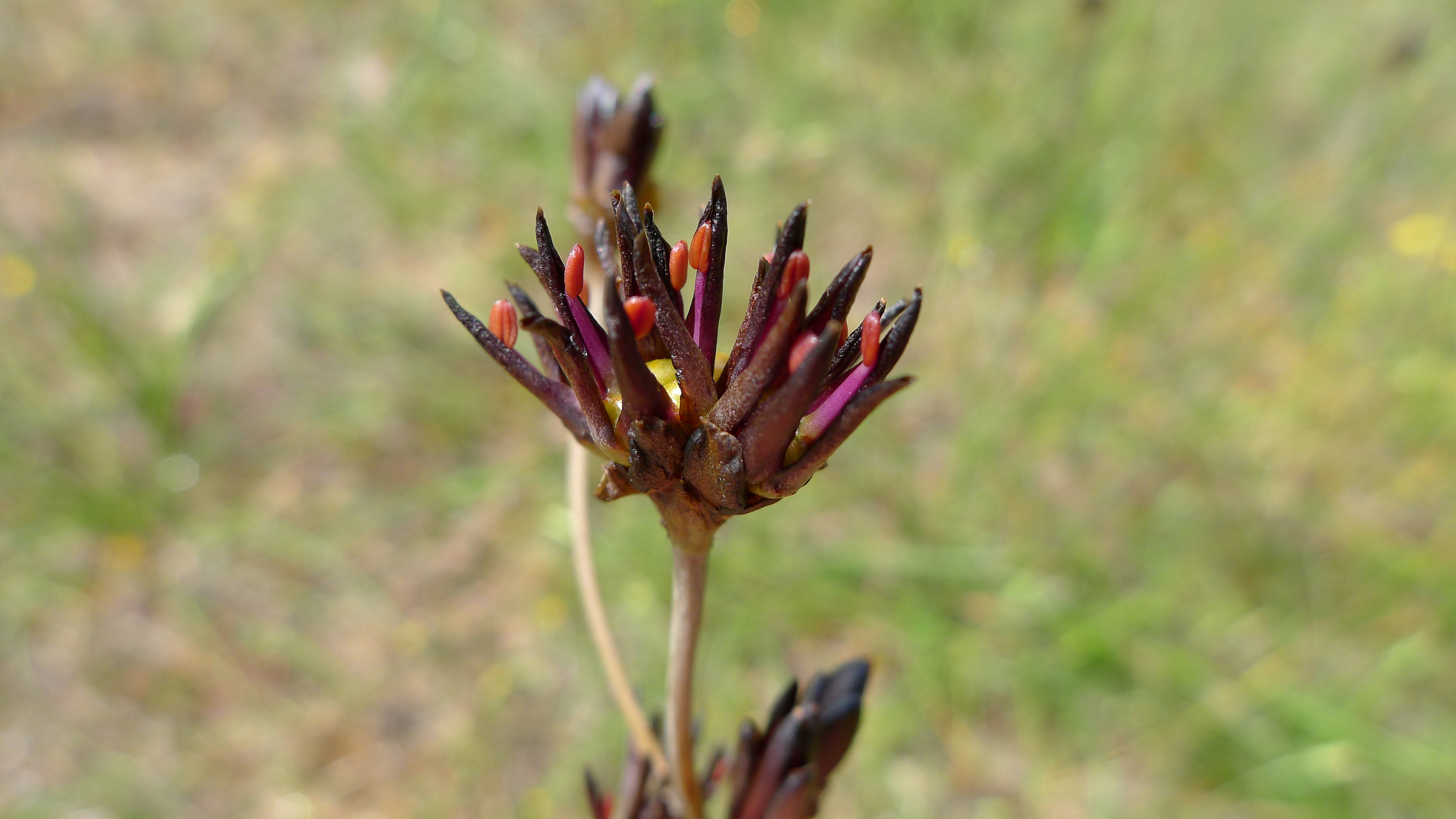
Haemodorum simplex

Haemodorum Sm. – rodzaj roślin z rodziny hemodorowatych. Obejmuje 27 gatunków występujących w Australii. Zasięg jednego gatunku, H. coccineum, obejmuje Nową Gwineę. Rośliny z tego rodzaju wykorzystywane są jako rośliny ozdobne, spożywcze, lecznicze, barwierskie i włóknodajne.

## Morfologia
PokrójWieloletnie rośliny zielne osiągające 2 metry wysokości.
PędyPodziemna cebula. Wszystkie organy podziemne zabarwione pomarańczowoczerwono. Pędy nadziemne nagie, rozgałęzione lub nierozgałęzione.
LiścieLiście odziomkowe oraz łodygowe, u nasady pochwiaste, wąsko lancetowate do szpilkowych, nagie.
KwiatyKwiaty zebrane w baldachogrono, proste lub rozgałęzione grono lub wiechę. Okwiat promienisty, trwały, czarniawy, pomarańczowy, czerwony, żółty lub zielonkawy. Listki okwiatu wolne. Trzy pręciki osadzone naprzeciwlegle listkom wewnętrznego okółka okwiatu. Główki pręcików obrotne lub ze zbiegającym się łącznikiem i nieobrotne. Zalążnia dolna z wyjątkiem wypukłych wierzchołków komór. W każdej komorze znajdują się dwa zalążki. Szyjka słupka nitkowata, zwieńczona całobrzegim lub drobnoklapowanym znamieniem.
OwoceTrójklapowane torebki. Nasiona dyskowate, z błoniastymi brzegami.

## Biologia i ekologia

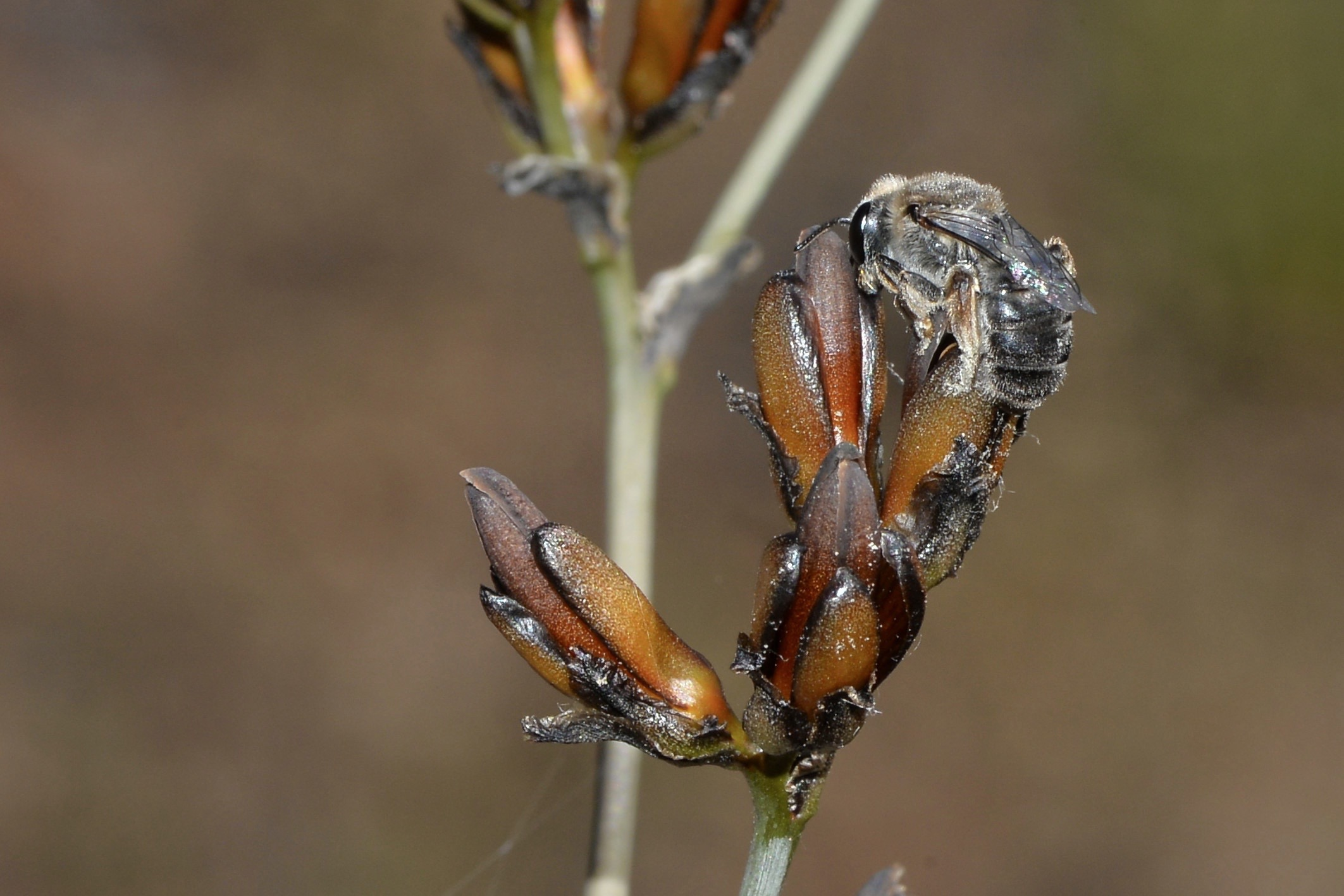
Pszczoła z rodzaju Leioproctus na kwiecie Haemodorum sp.

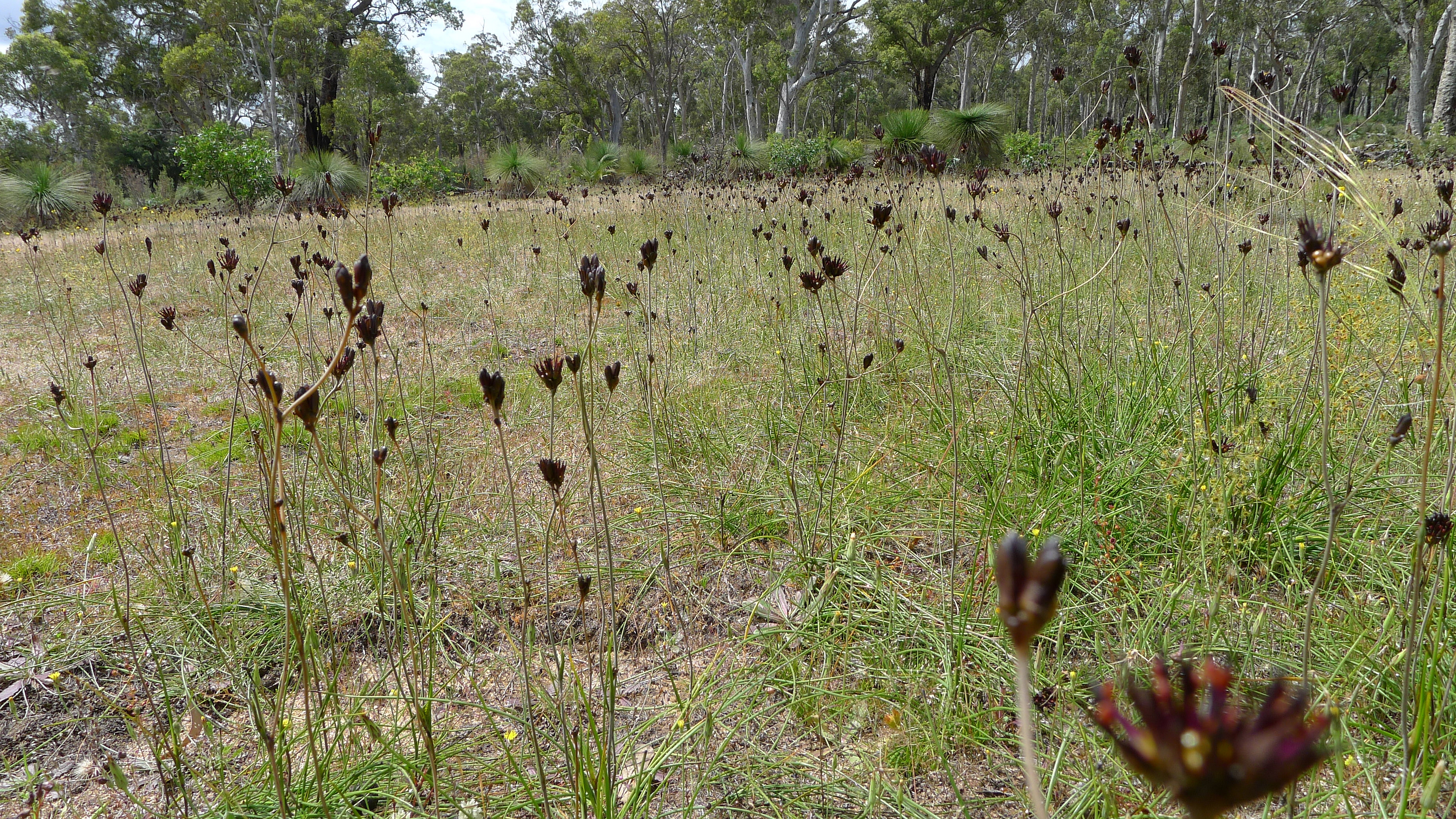
Stanowisko Haemodorum simplex

RozwójGeofity, zapylane przez nieopisane gatunki pszczół z rodzaju Leioproctus, wyspecjalizowane w pozyskiwaniu nektaru i pyłku z kwiatów roślin tego rodzaju.
SiedliskoWystępuje w lasach eukaliptusowych i banksjowych, w mallee i innych formacjach zaroślowych, w tym melaleukowych, na sawannie i w formacjach trawiastych, turzycowych, na łąkach tussock, a także na wrzosowiskach. Rośnie na glebach piaszczystych, żwirowych, laterytowych z płytką powierzchniową warstwą szarego piasku, gliniastych i granitowych, zwykle na stanowiskach suchych, ale czasami na nisko położonych terenach sezonowo wilgotnych, a niektóre gatunki także w pobliżu potoków lub na sezonowo zalewanych terenach w pobliżu cieków wodnych.
Cechy fitochemiczneW roślinach z tego rodzaju obecne są fenylofenalenony (pigmenty roślinne będące policyklicznymi diaryloheptanoidami aromatycznymi): hemokoryna, hemodoron, hemodorol, hemodoroza, hemoksyfidon i hemodordioksolan.
Ekstrakty z roślin Haemodorum simplex wykazywały różny stopień działania przeciwbakteryjnego,  przeciwgrzybiczego i przeciwwirusowego, a cebule silną aktywność cytotoksyczną.
GenetykaPodstawowa liczba chromosomów x wynosi 12.

## Systematyka
Pozycja systematycznaRodzaj z podrodziny Haemodoroideae w rodzinie hemodorowatych (Haemodoraceae) w rzędzie komelinowców (Commelinales).
Wykaz gatunków
- Haemodorum austroqueenslandicum Domin
- Haemodorum basalticum R.L.Barrett, Hopper & T.D.Macfarl.
- Haemodorum brevicaule F.Muell.
- Haemodorum brevisepalum Benth.
- Haemodorum capitatum R.L.Barrett & Hopper
- Haemodorum coccineum R.Br.
- Haemodorum condensatum Hopper & R.L.Barrett
- Haemodorum corymbosum Vahl
- Haemodorum discolor T.D.Macfarl.
- Haemodorum distichophyllum Hook.
- Haemodorum ensifolium F.Muell.
- Haemodorum gracile T.D.Macfarl.
- Haemodorum griseofuscum R.L.Barrett, M.D.Barrett & Hopper
- Haemodorum interrex R.L.Barrett & M.D.Barrett
- Haemodorum laxum R.Br.
- Haemodorum loratum T.D.Macfarl.
- Haemodorum macfarlanei R.L.Barrett
- Haemodorum paniculatum Lindl.
- Haemodorum parviflorum Benth.
- Haemodorum planifolium R.Br.
- Haemodorum simplex Lindl.
- Haemodorum simulans F.Muell.
- Haemodorum sparsiflorum F.Muell.
- Haemodorum spicatum R.Br.
- Haemodorum tenuifolium A.Cunn. ex Benth.
- Haemodorum thedae R.L.Barrett
- Haemodorum venosum T.D.Macfarl.

## Nazewnictwo
Etymologia nazwy naukowejNazwa naukowa rodzaju pochodzi od greckich słów αίμα (haima – krew) i δῶρον (doron – dar, podarunek) w odniesieniu do czerwonej barwy całych roślin niektórych gatunków.
Nazwy zwyczajowe w języku polskimW wydanym w 1848 roku „Ukazicielu polskich nazwisk na rodzaje królestwa roślinnego” autorstwa Antoniego Wagi ujęta jest, za Tytusem Chałubińskim, polska nazwa rodzaju Haemodorum: zakrwawka. Taką samą nazwę podał Erazm Majewski w wydanym w 1894 roku „Słowniku nazwisk zoologicznych i botanicznych polskich” oraz Józef Rostafiński w wydanym w 1900 roku „Słowniku polskich imion rodzajów oraz wyższych skupień roślin”. W pracach bardziej współczesnych, takich jak „Słownik nazw roślin obcego pochodzenia” pod redakcją Ludmiły Karpowiczowej z 1973 roku, „Słownik polsko-łacińsko-francuski roślin i zwierząt” pod redakcją Rajmunda Leperta i Ewy Turyn z 2005 roku oraz „Słownik roślin zielnych łacińsko-polski” Wiesława Gawrysia z 2008 roku, rodzaj nie został ujęty.
Nazwy zwyczajowe w innych językachW języku angielskim rośliny te noszą nazwy bloodroot, co można tłumaczyć jako krwawy korzeń.

## Zastosowanie użytkowe
Rośliny ozdobneHaemodorum coccineum mogą być uprawiane na kwiat cięty.
Rośliny spożywczeCebule wielu gatunków Haemodorum są jadalne na surowo lub po upieczeniu.
Rośliny leczniczeKorzenie Haemodorum corymbosum stosowane były przez aborygenów na zaparcia.
Rośliny barwierskieZ wywaru wodnego z podziemnych pędów Haemodorum coccineum uzyskuje się mocny, czerwonobrązowy barwnik, używany do barwienia naturalnych włókien roślinnych. Fioletowe barwniki powstają z owoców roślin tego gatunku. Jako źródło barwnika wykorzystywane były także rośliny z gatunku H. brevicaule.
Rośliny włóknisteLiście Haemodorum coccineum wykorzystywane były w tkactwie.